# Petrus Bonus
Petrus Bonus Lombardus fue un supuesto médico del siglo XIV en Ferrara, y escritor sobre alquimia. Es más conocido por su atribución de Margarita preciosa novella, de alrededor de 1330, un influyente texto alquímico. Su supuesta Introductio In Divinam Chemicae Artem se imprimió mucho más tarde (1572).